# Берест, Алексей Прокофьевич
Алексе́й Проко́фьевич Бе́рест (укр. Берест Олексій Прокопович; 9 марта 1921, Горяйстовка, Харьковская губерния — 4 ноября 1970, Ростов-на-Дону) — советский офицер, участник Великой Отечественной войны. Герой Украины (2005, посмертно). Герой Российской Федерации (2025, посмертно).
Во время штурма Рейхстага Михаил Егоров и Мелитон Кантария под руководством Алексея Береста и при поддержке автоматчиков роты Ильи Сьянова выполнили боевую задачу по водружению Знамени Победы на крыше Рейхстага в Берлине.  В отличие от Егорова и Кантарии, звания Героя Советского Союза удостоен не был. Однако 17 июля 2025 года указом Президента Российской Федерации Владимиром Путиным звание Героя Российской Федерации было присвоено Алексею Бересту посмертно.

## Биография
Родился 9 марта 1921 года(в ряде источников ошибочно указан 1919 год) в селе Горяйстовка Харьковской губернии в бедной семье. Родители: отец — Берест Прокофий Никифорович, рабочий, столяр, после 1917 года — крестьянин, умер в 1933 году; мать — Берест Ефросинья Вакумовна, домохозяйка, с 1931 года — колхозница, умерла в 1931 году. В семье было шестнадцать детей.
В 12 лет остался сиротой вместе с восемью братьями и сёстрами, в связи со смертью родителей от Голодомора 1932—1933 годов, одно время беспризорничал, содержался в детском доме. Окончил 7 классов, с апреля по август 1937 года работал трактористом на Чупаховской МТС Ахтырского района, с апреля 1938 по сентябрь 1939 года — снабженцем-экспедитором на заводе № 183 в Харькове.
В октябре 1939 года добровольцем пошёл в Красную Армию. Участвовал в советско-финской войне.
За годы Великой Отечественной войны прошёл путь от рядового до заместителя командира батальона по политической части 756-го стрелкового полка 150-й стрелковой дивизии. В марте 1942 года вступил в ВКП(б).
30 апреля 1945 года по приказу первого коменданта рейхстага, командира 756-го стрелкового полка, полковника Ф. М. Зинченко, лейтенант Алексей Прокофьевич Берест возглавил выполнение боевой задачи по водружению знамени Военного совета 3-й ударной армии на куполе здания Рейхстага. В ночь на 2 мая, переодевшись по заданию командования в форму советского полковника, Алексей Прокофьевич Берест лично вёл переговоры с остатками гарнизона рейхстага, принуждая их к капитуляции. За «исключительную отвагу и мужество, проявленную в боях», 3 августа 1946 года был представлен к награждению званием Героя Советского Союза, но 22 августа 1946 года был награждён орденом Красного Знамени.
После войны был парторгом отдельного артдивизиона, секретарём партбюро 31-го отдельного батальона связи.
В январе 1946 года в Ростове Берест женился на Людмиле Фёдоровне Евсеевой, с которой познакомился в эвакогоспитале в Ростове; 19-летняя Людмила работала в нём медсестрой. Береста привезли туда с подозрением на тиф из Сумской области Украины, где он навещал сестёр на своей родине в Горяйстовке. На следующий день после свадьбы вернулся на службу в Германию вместе с женой, которую нелегально провёз на поезде через границы.
По одной из версий, чтобы он «не выступал и не имел защитников», приказом его решили объявить больным венерической болезнью и на время празднования первой годовщины Победы упрятать в «специальный» госпиталь. В приказе войскам 3-й ударной армии № 209 от 23 апреля 1946 года значится: «Ниже поименованные политработники освобождаются от занимаемых должностей в связи с выбытием на длительное лечение в специальный госпиталь в результате венерического заболевания сифилисом: „…2. Берест Алексей Прокофьевич — лейтенант, парторг 652 отдельного разведывательного дивизиона 7 стрелкового корпуса“». Начальник политотдела 303-й кабр подполковник Рыбин на эту телеграмму-приказ 24 апреля 1946 года ответил начальнику политотдела 7-го стрелкового корпуса полковнику Бордовскому: «Доношу, что парторг 652 орад 303 корпусной артбригады лейтенант Берест Алексей Прокофьевич за период службы в бригаде никакими венерическими болезнями не болел. Находясь в отпуске, в январе 1946 года Берест заболел тифом, по поводу чего и находился в военном госпитале на излечении в городе Ростове-на-Дону. В этом же госпитале лейтенант Берест женился на медсестре, с которой прибыл в часть и живёт в настоящее время. При возвращении из госпиталя лейтенант Берест представил справку из военного госпиталя о том, что он находился на излечении по поводу тифа».
В 1948 году в Севастополе у Алексея Прокофьевича и Людмилы Фёдоровны родилась дочь Ирина.
В 1948 году закончил службу в Вооружённых силах в должности заместителя начальника по политчасти передающего радиоцентра узла связи Черноморского флота в Севастополе. По официальным документам, был уволен «за двоежёнство». В дознании, проведённом 11 августа 1948 года, говорилось, что лейтенант Берест, находясь в зарегистрированном браке с гражданкой Котенко Еленой Акимовной с 16.09.1939, не расторгнув этого брака, вступил во второй брак с гражданкой Евсеевой Людмилой Фёдоровной 08.01.1946. Береста решено было предать суду чести младшего офицерского состава при Отделе связи Черноморского флота. Командир написал служебную характеристику на Береста: «…выпивка с подчинёнными, заём денег у подчинённых старшин, отказ посещать Университет марксизма-ленинизма, были случаи, когда тов. Берест проявлял недовольство на экономические трудности».
После увольнения со службы Берест переехал на родину Людмилы Фёдоровны,  — село Покровское Неклиновского района Ростовской области. Был председателем Добровольного общества содействия флоту в Пролетарском районе, заместителем директора Островянской МТС Орловского района, заместителем директора по политчасти Красноармейской МТС, директором Неклиновского отделения кинофикации. На последней должности был обвинён в хищении и вопреки показаниям свидетелей 14 апреля 1953 года осуждён на 10 лет. По амнистии от 27 марта 1953 года срок наказания был сокращён вдвое.

Памятная доска на проходной завода «Ростсельмаш»

После досрочного освобождения через три года и два месяца (по другим данным — через два года и шесть месяцев) вернулся в Ростов-на-Дону в посёлок Фрунзе (декабрь 1955). Был полностью реабилитирован и восстановлен в партии, судимость снята. Работал грузчиком на ростовском мельзаводе № 3, (1955—1956), вальцовщиком в литейном цехе на заводе «Главпродмаш» (1956—1959), пескоструйщиком, транспортировщиком и слесарем в сталелитейном цехе на заводе «Ростсельмаш» (1959—1965), грузчиком-экспедитором на пивзаводе «Заря» (1965—1966), слесарем-монтажником на заводе № 1 (1966), экспедитором на базе снабжения Второго треста столовых (1966—1967), заместителем заведующего столовой № 68 (1967—1969), слесарем по ремонту котельной ДУ-41 (1969), грузчиком отдела сбыта на Ростовской кондитерской фабрике (1969—1970).
Алексей Берест стал героем написанного в 1960 году рассказа «Полковник Берест» писателя-фронтовика В. Е. Субботина. Рассказ, рисующий мифологизированный образ офицера Красной Армии, публиковался в СССР массовым тиражом. Другой официальной публикацией, прорвавшей стену замалчивания подвига Алексея Береста, стал документальный очерк Игоря Бондаренко, опубликованный в журнале «Дон» в 1961 году.
Погиб, спасая девочку из-под колёс скорого поезда «Москва — Баку» на разъезде Сельмаш вечером 3 ноября 1970 года. Скорая приехала через три часа, умер в больнице около трёх часов ночи 4 ноября 1970 года.
Похоронен на Александровском кладбище Пролетарского района в Ростове-на-Дону. На могиле установлен памятный знак. На табличке написано «Участник штурма Рейхстага».
31 октября 1999 года Главное управление кадров совместно с Главным управлением воспитательной работы Министерства обороны Российской Федерации обратилось с просьбой рассмотреть в порядке исключения на заседании комиссии по государственным наградам при Президенте Российской Федерации вопрос о возможности присвоения Бересту звания Герой Российской Федерации (посмертно). В 2003 году комиссия сообщила, что она не поддержала ходатайство о присвоении Бересту этого звания с учётом того, что его заслуги уже были отмечены высокими государственными наградами: орденом Красной Звезды (18.03.1945) и орденом Отечественной войны I степени (19.05.1945).
6 мая 2005 года за боевую отвагу в Великой Отечественной войне 1941—1945 годов, личное мужество и героизм, проявленные в Берлинской операции и водружении Знамени Победы над Рейхстагом, указом президента Украины Виктора Ющенко № 753/2005 Алексею Бересту присвоено звание Героя Украины с награждением орденом «Золотая Звезда» (посмертно).
17 июля 2025 года за мужество, отвагу и самоотверженность, проявленные в борьбе с немецко-фашистскими захватчиками в период Великой Отечественной войны 1941—1945 годов, указом президента Российской Федерации Владимира Путина № 480 Алексею Прокофьевичу Бересту присвоено звание Героя Российской Федерации (посмертно).

## Награды
- Орден Красного Знамени[2]
- Орден Отечественной войны I степени[5]
- Орден Красной Звезды[4]
- Звание Героя Украины с награждением орденом «Золотая Звезда» (6 мая 2005 года, посмертно) — за боевую отвагу в Великой Отечественной войне 1941—1945 годов, личное мужество и героизм, проявленные в Берлинской операции и установке Знамени Победы над Рейхстагом[1]
- Звание Героя Российской Федерации (17 июля 2025 года, посмертно) — за мужество, отвагу и самоотверженность, проявленные в борьбе с немецко-фашистскими захватчиками в период Великой Отечественной войны 1941—1945 годов[16]
- Медали[17]

## Память

### Россия
- 6 мая 1998 года Сажи Умалатова подписала указ Постоянного Президиума Съезда народных депутатов СССР. Текст его короток, как и многие решения, которыми самопровозглашённый Президиум, образованный в марте 1992 года после упразднения Верховного Совета СССР, по своей инициативе производил награждения: «За героизм и личное мужество, проявленные в борьбе с немецко-фашистскими оккупантами в годы Великой Отечественной войны, присвоить звание „Герой Советского Союза“ (посмертно) БЕРЕСТУ Алексею Прокофьевичу»[18].

#### Ростовская область

Звезда на Аллее звёзд в Ростове-на-Дону

- В Ростове-на-Дону именем Алексея Береста названа улица в Первомайском районе, а также средняя общеобразовательная школа № 7 в Пролетарском районе.
- Мемориальная доска Алексею Бересту установлена на главной проходной завода «Ростсельмаш» в Ростове-на-Дону, на территории завода стоит бюст Героя (скульптор М. И. Демьяненко)[19], в музее завода собраны материалы об А. Бересте. Также мемориальная доска установлена на доме, где он жил последние годы.
- Один из 16 барельефов комплекса «Город воинской славы», находящегося у аэропорта в Ростове-на-Дону (открыт 6 мая 2010 года), посвящён Алексею Бересту. На барельефе изображён сам Алексей Берест, поверженный Рейхстаг и здание вокзала «Сельмаш», где он погиб, спасая ребёнка из-под колёс поезда[20].
- 7 мая 2011 года в Ростове-на-Дону на «Аллее звёзд» состоялась торжественная церемония закладки именной «звезды» Бересту Алексею Прокофьевичу[21].
- В селе Покровское Неклиновского района Ростовской области, где проживал А. Берест, его именем названы центральная площадь и улица[22].
- 6 мая 2016 года в Ростове-на-Дону состоялось открытие пятиметровой бронзовой скульптуры героя в сквере 353-й Стрелковой дивизии[23]. Скульптор — Анатолий Скнарин[24].
- 9 марта 2021 года, в день 100-летия Береста, состоялось открытие мемориальной доски на вокзале о.п. Сельмаш[25].

#### Москва
- 21 декабря 2010 года на Поклонной горе в Москве при участии В. В. Путина был открыт монумент «В борьбе против фашизма мы были вместе», посвящённый всем народам, победившим нацизм. Монумент является смысловым аналогом (но не точной копией) Мемориала воинской славы в Кутаиси, взорванного 19 декабря 2009 года по инициативе Михаила Саакашвили. В той части памятника, которая символизирует штурм Рейхстага, среди скульптурных композиций присутствует и Алексей Берест[26].

#### Аллея Российской Славы

Бюст А. П. Береста на территории школы № 1494 в Москве. Типовой проект для всех памятников в рамках акции «Аллея Российской Славы»

В рамках проекта «Аллея Российской Славы», предполагающего установку в городах Российской Федерации и других стран, прежде всего — в школах, кадетских корпусах и воинских частях, скульптур и бюстов великих людей России, типовые бюсты Алексея Береста были установлены:
- В пос. Рассвет Аксайского района Ростовской области, на территории Аксайского казачьего кадетского корпуса, носящего имя атамана Данилы Ефремова. 2 ноября 2011 года в корпусе была открыта целая аллея бюстов и скульптур выдающихся деятелей русской истории.[28][29]
- 8 мая 2013 года в г. Кропоткин Краснодарского края[30].
- В начале ноября 2013 года в городе Малгобек, Республика Ингушетия[31] и в селе Покровское Неклиновского района Ростовской области[22][32].
- 25 июля 2014 года в Волгограде[33][34].
- 21 апреля 2015 года в школе № 7 Ростова-на-Дону, носящей имя Героя[35].
- 30 апреля 2015 года на территории Центра образования № 1494 в Москве. Открытие бюста приурочено к 70-летию празднования Великой Победы[36].

### Украина
- 25 августа 2005 года в г. Ахтырка Сумской области, на родине Героя — в 63-ю годовщину освобождения Ахтырки от немецко-фашистских захватчиков — в центре города состоялось торжественное открытие памятника Алексею Бересту[14].
- В 2009 году в Сумах именем Алексея Береста названа улица, на которой в его честь установлена мемориальная доска.[14][37].
- Именем Алексея Береста назван переулок в городе Кременчуг Полтавской области.

### В кино
- В 5-й серии киноэпопеи «Освобождение» роль Береста исполнил Эдуард Изотов.
- 1971 — «Алексей Берест». Док. фильм. Ростовская студия кинохроники. Реж. К. Лаврентьев, сцен. И. Бондаренко, редакт. Р. Розенблит.